# Euphorbia weberbaueri
Euphorbia weberbaueri es una especie de planta fanerógama de la familia de las euforbiáceas. Es originaria de Perú y el sur de Ecuador

## Descripción
Es un arbusto que se encuentra en la Cordillera de los Andes en el Departamento de Cajamarca en Perú y las provincias de Azuay y Cañar en Ecuador.

## Taxonomía
Euphorbia weberbaueri fue descrita por Rudolf Mansfeld y publicado en Repertorium Specierum Novarum Regni Vegetabilis 29: 221. 1931.
Etimología
Ver: Euphorbia
weberbaueri: epíteto otorgado en honor del botánico alemán Augusto Weberbauer.